# 貢德巴赫河
50°52′55.5″N 8°20′54.7″E / 50.882083°N 8.348528°E
貢德巴赫河（德語：Gonderbach），是德國的河流，位於該國西部，流經北萊茵-威斯特法倫州，屬於班費河的左支流，河道全長3.7公里，流域面積3.9平方公里。